# شورگل (سلماس)
شورگل، روستایی است از توابع بخش مرکزی شهرستان سلماس استان آذربایجان غربی ایران.

## جمعیت
این روستا در دهستان کنارپروژ قرار داشته و بر اساس سرشماری سال ۱۳۸۵ جمعیت آن ۴۳۰نفر (۱۱۹ خانوار) 
بوده‌است.زبان مردم روستا ترکی و مذهب آنان شیعه دوازده امامی میباشد